# Gustav Svensson
Gustav Svensson  (Gotemburgo, 7 de fevereiro de 1987) é um futebolista sueco que atua meio-campo.

## Carreira
Foi convocado para defender a Seleção Sueca de Futebol na Copa do Mundo de 2018.

## Títulos
IFK Gothenburg
- Allsvenskan: 2007
- Copa da Suécia: 2008 e 2014–15
- Supercopa da Suécia: 2008

Seattle Sounders FC
- MLS Cup: 2019